# Alina Varela
Alina Varela (Ciudad de México, México), también conocida como Alination, es una videojugadora mexicana, productora de videojuegos y streamer cuyo canal en Twitch cuenta con más de 40,000 seguidores.

## Biografía
Desde temprana edad derivado de su pasión por los videojuegos, buscó la manera de incursionar laboralmente en esta industria. Al sentir la presión de que en el sector laboral de los videojuegos no habría mayores oportunidades y como tenía una afinidad por la ingeniería, estudió la carrera de ingeniería en sistemas computacionales en el Instituto Tecnológico y de Estudios Superiores de Monterrey, con especialidad en redes y seguridad informática.

## Trayectoria
Durante su último año de ingeniería empezó a colaborar con la empresa Busca Corp por dos años como editora de artículos periodísticos relacionados con el sector de los videojuegos, además realizaba reseñas y vistas previas para el sitio de juegos Level Up y otros sitios de tecnología. Dentro de sus funciones llegó a presentar en cámara diversos programas semanales y especiales, al cual acudían invitados para Dashboard de Xbox México y Yahoo!; cobertura en sitio y entrevistas con desarrolladores en varios eventos de prensa como E3, PAX Prime entre otros.

### Streamer
En 2013, se muda a Canadá por cuestiones personales y como parte del proceso migratorio del país se le prohíbe trabajar de manera formal hasta que legalice su estancia, en ese período pasó de realizar transmisiones de videojuegos como pasatiempo a especializarse en hacer streams de videojuegos en la plataforma Twitch, es decir, transmisiones en tiempo real compartiendo audio y video mientras juega, en este tipo de actividades las personas espectadoras pueden interactuar entre ellas y con ella como anfitriona a través de un chat. Sigue siendo conocida por ser una streamer y su canal en Twitch cuenta con más de 40 mil seguidores.

### Producción de videojuegos
Al pasar el periodo de las restricciones, empieza a buscar oportunidades de trabajo como probadora de videojuegos. Trabajó en SkyBox Labs por cinco años, un estudio de videojuegos independiente en Vancouver, Canadá que es codesarrollador de «Halo Infinite» para Xbox Series. Durante ese periodo realizó distintas actividades, desde ejecución de planes de prueba, seguimiento de problemas técnicos, actividades de mercadotecnia y relaciones públicas hasta llegar a la producción de contenidos para los canales del estudio. Posteriormente fue productora para otras empresas como Genpop Interactive, una compañía que desarrolla y diseña videojuegos incluidos League of Legends, Call of Duty y Minecraft; también ha trabajado para People Can Fly, una empresa líder en su industria con presencia internacional de desarrollo de videojuegos que opera en Polonia, el Reino Unido y América del Norte, creadores de los juegos de acción: Painkiller, Bulletstorm, Gears of War: Judgement entre otros.

## Activismo en la industria de los videojuegos
Alina ha sido conferencista en diferentes eventos de tecnología y juegos en México como el Campus Party, reconocido como «el mayor evento de internet del mundo» el cual reúne a expertos en informática, innovación, ciencia, creatividad, emprendimiento, internet entre otros temas afines. Desde sus inicios en la industria se ha enfrentado a prejuicios por ser mujer, por ejemplo en 2013 durante su participación en el Campus Party externó:

Es importante que las mujeres den la cara en este tipo de temas para demostrar que también nos gusta jugar, que sabemos de lo que hablamos y que no somos una pose... Fuimos la última generación gamer incomprendida que jugaba mientras nuestros papás nos miraban con extrañeza. Eso ya no va a pasar con nuestros hijos. Sean niños o niñas, vamos a jugar videojuegos con ellos. Será algo normal.
Alina Varela

Ella afirma que a todas las streamers les ha pasado que algún trol las ataque por ser mujeres o insinúen que las mujeres sólo lo hacen por recibir atención masculina. Ha denunciado que si bien es cierto que a todos los streamers les llegan personas que sólo buscan ofender sin razón alguna, pero en su experiencia, los insultos que se enfocan en el género del streamer son más comunes hacia las mujeres.
Participa en campañas para motivar a niñas y mujeres a participar en el sector de los videojuegos. En 2021, colaboró en el panel: Mira mamá, trabajo en eso de los videojuegos durante el evento Women Game Jam, una maratón de desarrollo de juegos donde se reta a las participantes a diseñar y crear un juego digital o analógico en un tiempo limitado. También en ese mismo año, fue invitada por XBOX México para participar en el panel Women in gaming junto a otras mujeres líderes en la industria, durante su presentación mencionó al respecto:

Quiero que estos espacios y foros se repitan. Pero también quiero que me inviten porque he sido periodista, colaboradora de juegos indie y AAA. Quiero que me inviten porque soy buena, no porque soy mujer
Alina Varela

Alina ha declarado que quiere demostrar que estos espacios están abiertos y tanto mujeres como hombres deben ser tratadas como personas iguales, en función de aptitudes y sin prejuicios, si bien se reconoce como feminista, ha mencionado que fue un proceso largo que le llevó mucha introspección.